# Matizador (coloración de cabello)
Un matizador es un champú aceitoso con tinte. Es un tipo de coloración permanente para el cabello que se caracteriza por ser penetrante y mezclarse con partes iguales de peróxido y decolorante.

## Usos
Los matizadores son muy efectivos, cuando se usan en el cabello que se ha aclarado con anterioridad.
Los matizadores dependen de la clarificación preliminar, por lo que debe dejar el cabello lo suficiente aclarado y poroso para que pueda aceptar y retener el matizador.
Los matizadores requieren de una prueba de predisposición de 24 horas antes de que se puedan aplicar. 
Los matizadores pueden mezclarse para conseguir distintos colores de acuerdo al color que se desee dar a los reflejos o al cabello decolorado.
Una prueba de mechón de pelo de la cabellera puede determinar con antelación el color final.

## Procedimiento para la aplicación de un matizador
Los estilistas suelen aplicar un procedimiento habitual para aplicar los matizadores que consiste en secar el pelo con una toalla divida el cabello en 4 cuadrantes mientras está mojado, se prepara una mixtura para luego aplicarlo usando un aplicador plástico de botella, trazando cada cuadrante con la mixtura a lo largo de las particiones, comenzando con la coronilla y en el cuadrante posterior derecho, se aplica la mixtura al área de la raíz utilizando la punta de la trompa del aplicador plástico de botella subdividida cada sección en particiones. Después de que haya hecho la aplicación a la raíz por completo, se usa un peine para revolver la mixtura en toda la cabellera aplicando suficiente mixtura adicional hasta empapar el cabello. Esta mixtura se mezcla en todo el cabello, se fija en un tiempo de 20 a 30 minutos y cuando se obtenga el color deseado, se retira el matizador con abundante agua y se enjuaga bien el cabello con champú y seca.

## Colores de matizadores
Los matizadores tienen varios colores de tonalidades que se pueden usar de acuerdo al tipo de cabello que se desee corregir o al color que se prefiera dar a las mechas o reflejos, entre estos tenemos:
- azul para quitar los tonos naranjos.
- verde  para que no queden rojizos.
- Amarillo para conseguir tonos dorados
- Rojo para facilitar tonalidades cobrizas.
- Marrón permite tonos desde beige hasta avellana.

- Datos: Q6006253